# Hasenbargbunker

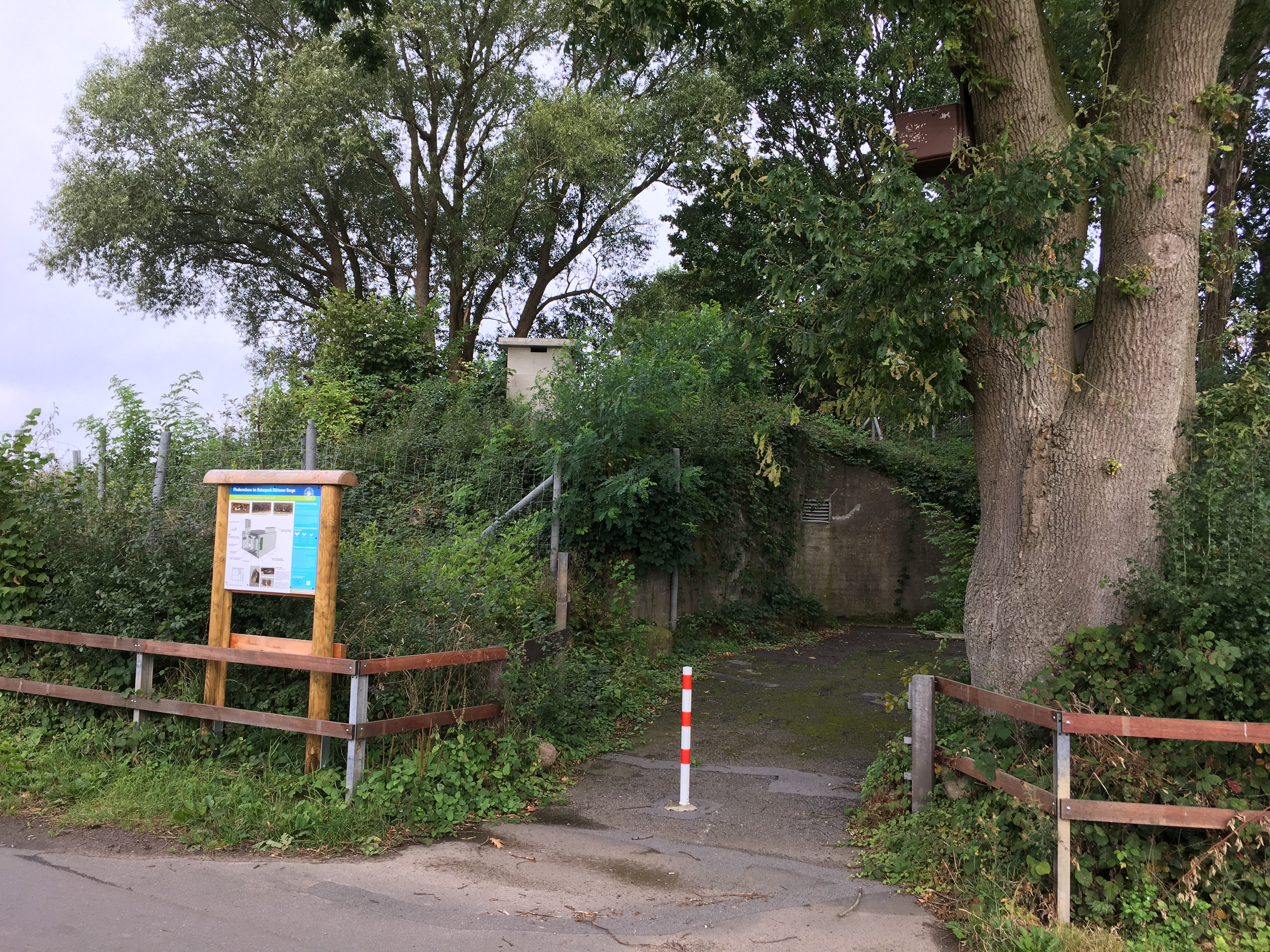
Fledermausquartier Hasenbargbunker 2019

Der Hasenbargbunker ist eine ehemalige Postverstärkerstelle bei Groß Wittensee, die seit 2019 als Quartier für Fledermäuse dient.